# ファイブリッジミュージック
ファイブリッジミュージック合同会社 (Fiveridge music) は、山口県防府市に本社を置く、日本の芸能事務所である。アーティストのマネジメントに加え、Tシャツ製造、販売などを手掛ける。

## 概要
玉乃井信彦（THE ROYAL CROWNのMC・ 山口活性学園の総合プロデューサー）が設立。
社是の”ミュージックエンターテイメントを中心に、田舎でありながらハイレベルなクオリティーに拘り抜く。馬鹿正直に、真っすぐに。”
の通り小細工なしのパフォーマンスを提供している。
時代の流行を取り入れつつ、"芯"のあるメッセージ性の高い楽曲を得意とする。そのほか、CMソングやゲームサウンドなども手掛けている。
2021年に結成10周年を迎える所属アイドルグループYamakatsuは、ノースキャンダルでメンバーの変更・脱退も少なく、ローカルアイドルのお手本との評価も高く、そのマネジメント力に定評がある。

## 業務内容
アーティストのマネジメントと並行して他のセクションも稼働している。
- management　-プロダクション事業　新人開発・育成　楽曲制作
- LABEL　-レーベル事業 音楽配信 イベントブッキング
- PRINT GOODS　- アパレル、アーティストグッズ製作セクション。PRINT CAMP名義
- ONKYO -2021年1月より稼働。それまで地元のお祭りや音楽イベントを行ってきた老舗の音響会社の資金援助を行い事業化。
- GAMES - eSPORTSを中心に所属タレントのゲーム配信や、ミクチャの援助を受け大会を主催。

## 所属アーティスト
- Yamkatsu（山口活性学園 ）- 山口県ふるさと大使
- metroscape - 音楽プロデューサーユニット
- 藤井章太　－総合格闘家
- 古森結衣　－タレント
- HAUHAI　－ 山口活性学園の妹分ユニット

## レーベルアーティスト
- モリワキユイ
- Malcolm Mask McLaren
- QUEENS
- IVOLVE
- feelNEO

## 主な取引先
- アソビシステム株式会社
- ユニバーサルミュージック合同会社
- avex group
- 株式会社ハピネット
- キャブ株式会社